# 橋南洞
橋南洞（キョナムドン、韓国語：교남동 発音）は、ソウル特別市鐘路区にある行政洞。

## 概要
橋南洞は鐘路区南西端に位置している行政洞である。北は同じ鐘路区の毋岳洞に、東は社稷洞に接しているが、南は中区に、西は西大門区に接している。

## 法定洞
管轄の法定洞は以下のとおりである。
- 橋南洞 （キョナムドン、교남동）
- 平洞 （ピョンドン、평동）
- 松月洞 （ソンウォルトン、송월동）
- 紅把洞 （ホンパドン、홍파동）
- 橋北洞 （キョブクトン、교북동）
- 杏村洞 （ヘンチョンドン、행촌동）